# XIV Dark Centuries
XIV Dark Centuries – to zespół muzyczny wykonujący pagan metal. Podobnie jak zespoły Odroerir i Menhir pochodzi z Turyngii. Teksty zespołu dotyczą wikingów, pogaństwa oraz natury. Zespół brał udział w muzycznych festiwalach paganmetalowych takich jak m.in.: Ragnarök Festival i Ultima Ratio Festival w 2006 roku.

## Aktualny skład zespołu

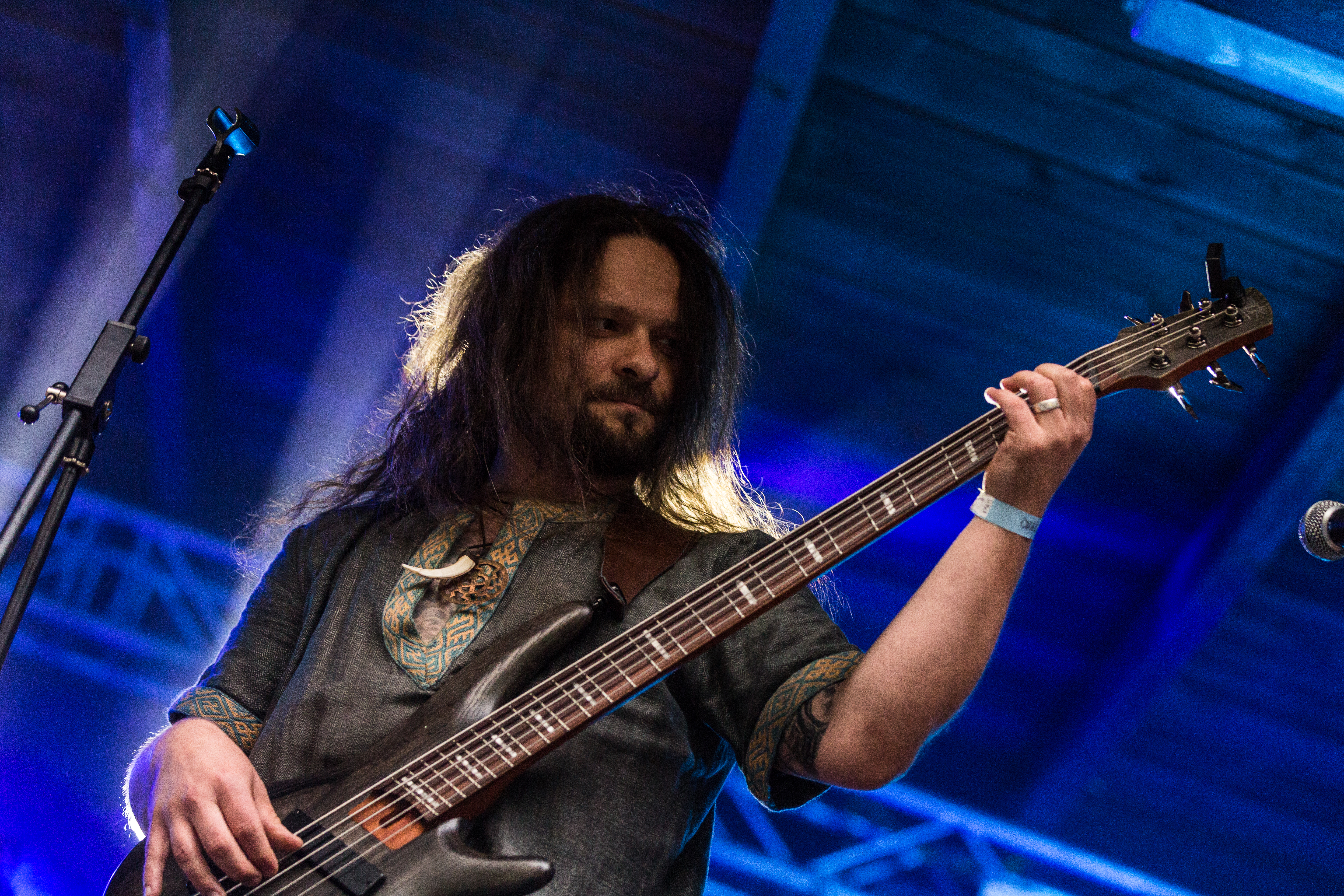
Marley (Dark Troll Festival w 2018)

- Michel – wokal (ex-Reifen 14)
- Thyr`s Sohn – gitara
- Uwe – gitara
- Marley – gitara basowa
- Rued – perkusja (ex-Reifen 14)
- Tobi – keyboard (ex-Reifen 14)

## Byli członkowie zespołu
- Tobalt – gitara

## Dyskografia
- For Your God (demo, 1999)
- Dunkle Jahrhunderte (demo, 2002)
- ...den Ahnen zum Grusse... (2003)
- Jul (EP, 2005)
- Skithingi (2006)
- Skithingi (wersja limitowana, 2006)